# シャルル5世・ダンジュー

紋章

シャルル5世・ダンジュー（Charles V d'Anjou, 1446年 - 1481年12月10日）は、アンジュー公（シャルル4世、1480年 - 1481年）、プロヴァンス伯、メーヌ伯、ギーズ伯。ルイ2世・ダンジューの末息子シャルル4世・ダンジューの息子で、ヴァロワ＝アンジュー家最後の男系男子。

## 生涯
1472年に父からメーヌ伯、ギーズ伯、モルタン伯を継承した。1474年に従姉であるロレーヌ女公ヨランド・ダンジューの娘ジャンヌと結婚したが、子供は生まれなかった。
ヨランドの父で伯父に当たるルネ・ダンジューが1480年に死去した際、その男系男子にあたる子・孫に先立たれていたため、甥であるシャルルがアンジュー公、プロヴァンス伯を継承した。ルネからはまた、ナポリ王位請求権も継承したとして、カラブリア公を称した。しかし、翌1481年にシャルル自身も死去した。
シャルルの死後、伯母マリー・ダンジューの息子であるフランス王ルイ11世が所領を相続した。後にその息子シャルル8世は、ナポリ王位請求権を主張してイタリア戦争を開始した。